# Araeopteron poliobapta
Araeopteron poliobapta är en fjärilsart som beskrevs av Turner 1925. Araeopteron poliobapta ingår i släktet Araeopteron och familjen nattflyn. Inga underarter finns listade i Catalogue of Life.